# Dehidratacija
Dehidratacija u fiziologiji i medicini označava preterani gubitak telesnih tečnosti koji izaziva poremećaj metaboličkih procesa. U širem, odnosno doslovnom značenju, označava nestanak vode iz tela, ili nekog predmeta. Postoje tri osnovna tipa dehidracije:
- izotonična (podjednaki gubitak vode i elektrolita);
- hipertonična (gubitak vode i manji gubitak elektrolita);
- hipotonična (gubitak elektrolita i manji gubitak vode)

## Spoljašnje veze
- Definition of dehydration by the U.S. National Institutes of Health's MedlinePlus medical encyclopedia
- Rehydration Project at rehydrate.org
- About dehydration Архивирано на веб-сајту  (15. децембар 2010)
- Skin Diseases Informations | SkinTurgor.com